# Tribano

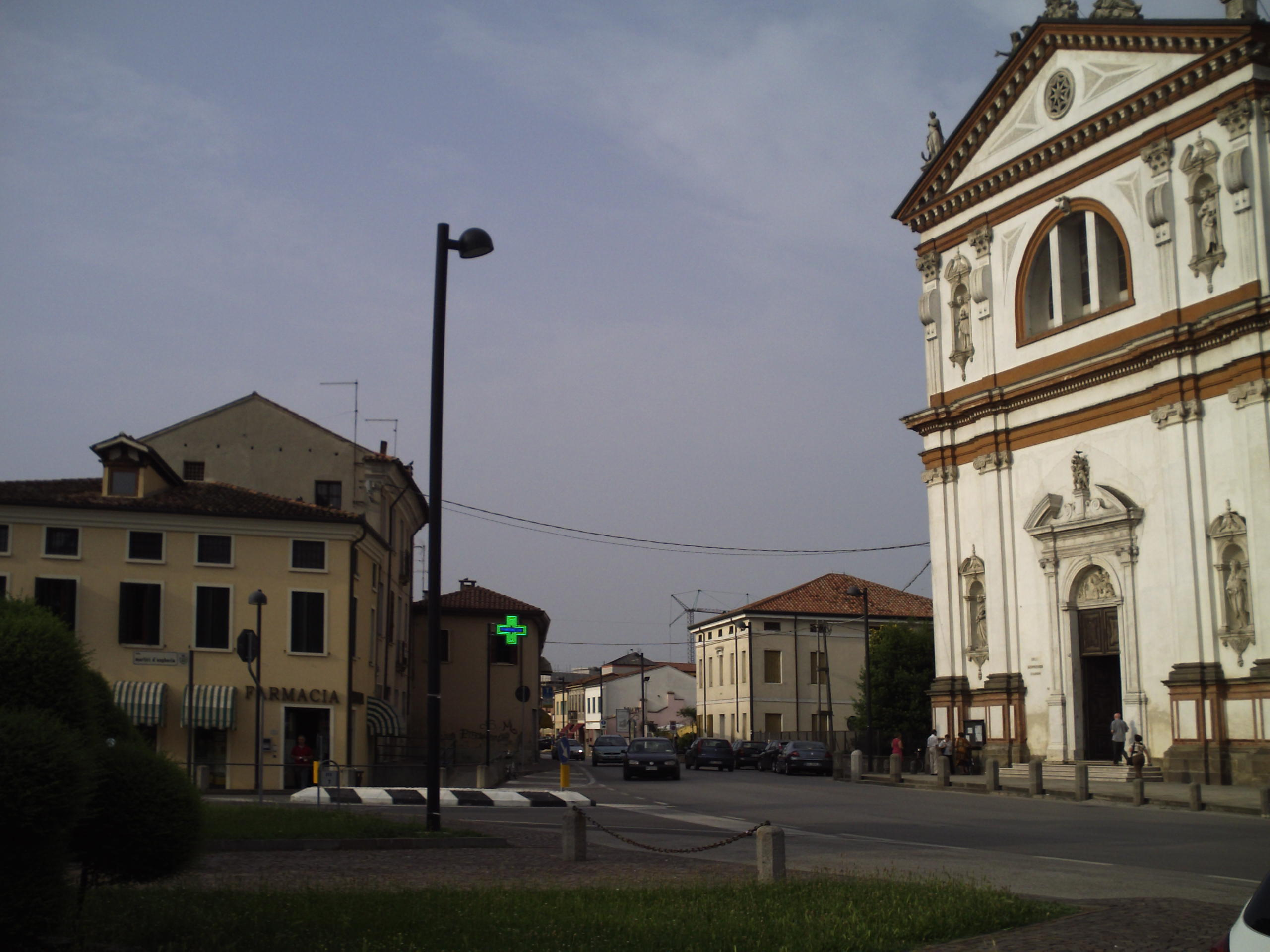
Ortsmitte von Tribano

Tribano ist eine nordostitalienische Gemeinde (comune) mit 4202 Einwohnern (Stand 31. Dezember 2023) in der Provinz Padua in Venetien. Die Gemeinde liegt etwa 22 Kilometer südsüdwestlich von Padua.

## Geschichte
Tribano wird erstmals 1281 in einem Dokument der Stadt Padua genannt. Aber schon vorher stand die Siedlung unter der Herrschaft Paduas. Bis 1797 (seit 1406) war die Gemeinde Teil der Republik Venedig.